# Lake of the Ozarks
Der Lake of the Ozarks (Ozarks-See) ist ein Stausee am Osage River im Miller County in Missouri. Er wurde gebaut, um Strom zu erzeugen, und hat heute hohe  touristische Bedeutung.

## Geographie

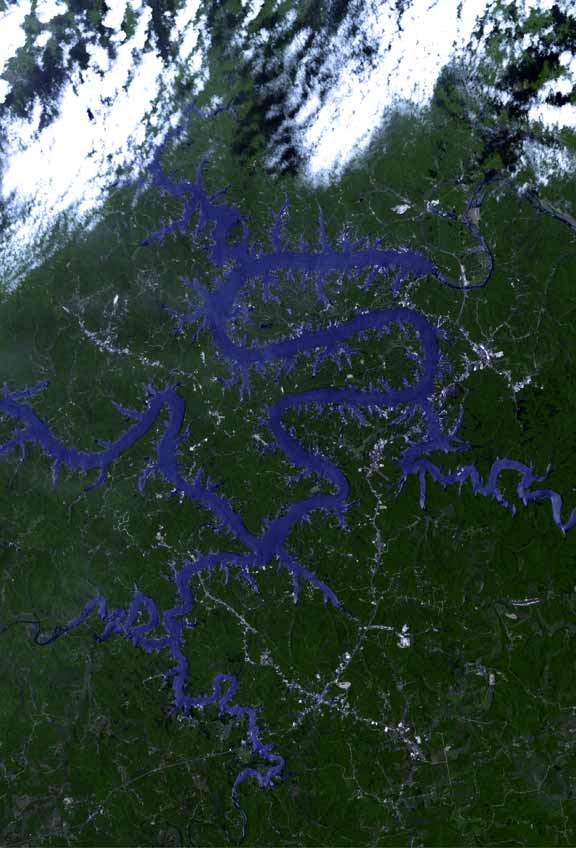
Satellitenaufnahme

Der See liegt in den zentralen Ozarks, einer bergigen Region im Mittleren Westen der USA. Neben dem Osage River münden drei kleinere Zuflüsse, der Niangua River, der Grand Glaize River und der Gravois Creek. Der lang gestreckte, schmale Stausee hat nach verschiedenen Angaben eine Oberfläche von 223 oder 337 km², über 1850 km Uferlinie und eine maximale Ausdehnung von 148 km. Zur Zeit des Baus war die Talsperre eine der größten der Erde und die größte in den USA. Das Einzugsgebiet ist 36.000 km² groß.

## Geschichte
Erbaut wurde die Anlage von der Union Electric Company aus St. Louis von August 1929 bis zum April 1931. Sie wird heute von AmerenUE (der früheren Union Electric Company) betrieben, die unter Aufsicht der Federal Energy Regulatory Commission (FERC) steht. Das Absperrbauwerk der Talsperre ist eine Gewichtsstaumauer, der 45 m hohe und 775 m lange Bagnell Dam, auch als Osage Dam bekannt. Das Wasserkraftwerk leistet mit acht Generatoren 215 Megawatt. Es hat eine Fallhöhe von 156 m. Die Hochwasserentlastungsanlage ist 159 m breit. Nach den Bauplanungen waren 13 Hochwasseröffnungen vorgesehen, es wurden aber nur 12 installiert. Die 13. Öffnung wurde mit Beton verschlossen, da die Ingenieure meinten, dass 12 Verschlüsse ausreichten. Es kann aber auch sein, dass die Verantwortlichen bei Union Electric die Unglück bringende Zahl 13 vermeiden wollten.
Der Börsencrash von 1929, dem eine schwere Rezession (die Great Depression) folgte, geschah nur wenige Monate nach Baubeginn. Mehrere Tausend Beschäftigte arbeiteten an dem Projekt und verschafften der ländlichen Gegend rund um die Talsperre und dem gesamten Staat wirtschaftlichen Aufschwung, gerade als Jobs knapp waren. 

## Bedeutung als Erholungsgebiet

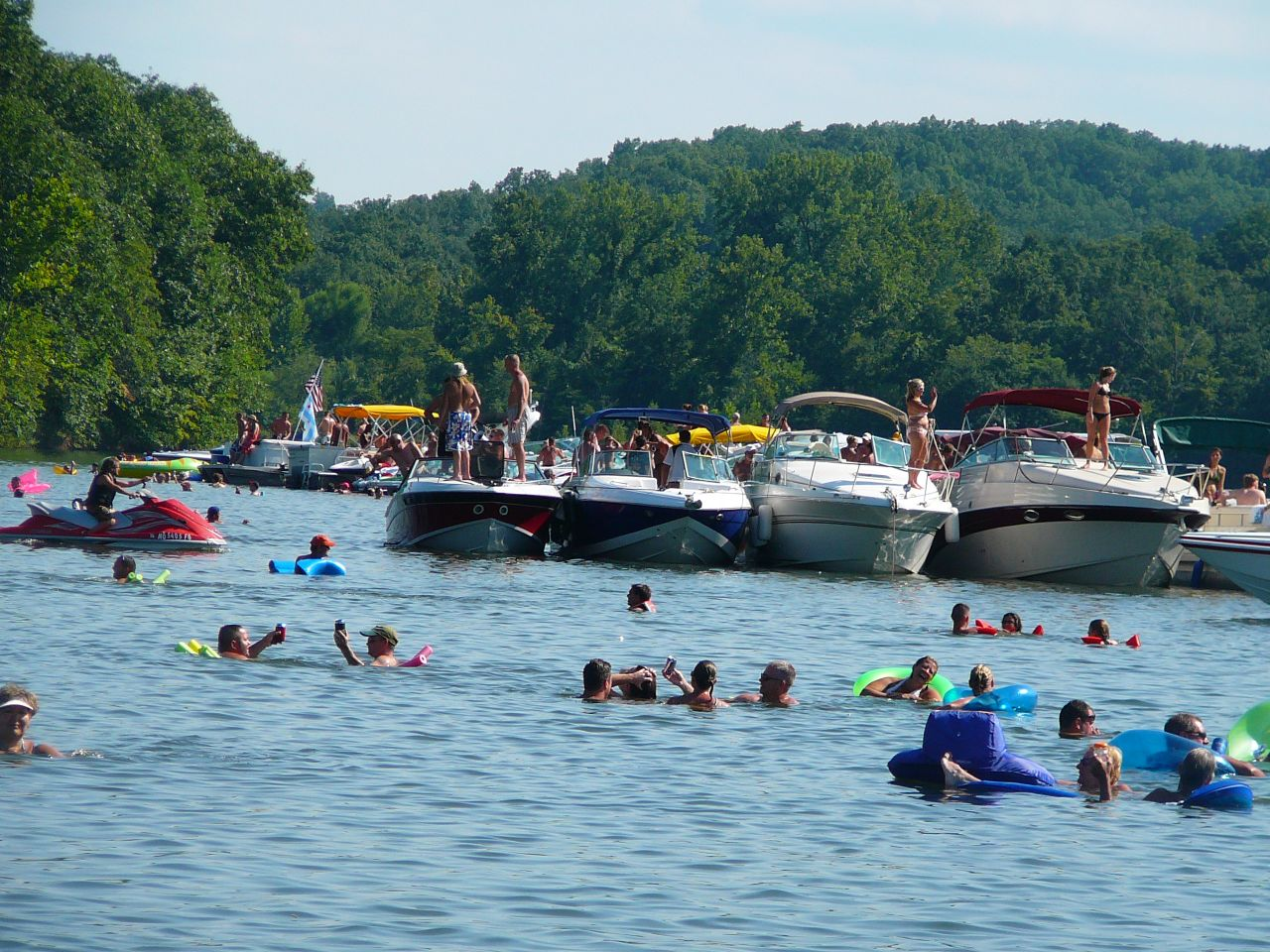
Party Cove Weekend (2007) am Lake of the Ozarks

Ursprünglich wurde die Talsperre angelegt, um in einem Wasserkraftwerk Strom für die Kunden der Union Electric zu erzeugen. Der See wurde aber schnell eine bedeutende Touristenattraktion im Mittleren Westen. Es gibt mehr als 70.000 Häuser am See, viele davon Ferienhäuser. Auch der spektakuläre Blick auf die Ozarks hat dazu beigetragen, den See in ein großes Freizeiterholungsgebiet zu verwandeln. Mehr als drei Millionen Menschen besuchen jährlich den See.
Der Lake of the Ozarks gilt als der größte von Menschen geschaffene See in den USA, der nicht dem Hochwasserschutz dient. Der Wasserspiegel schwankt kaum mehr als 1,5 m. Die normale Stauhöhe ist 201,3 m über dem Meeresspiegel. Der größte Teil der Uferlinie ist in Privatbesitz und die relativ stabile Wasserhöhe hat ideale Bedingungen für touristische Nutzungen direkt am Ufer geschaffen. Der See ist auch als Küste des Mittleren Westens (Midwest Coast) bekannt. 
Der See ist auch Austragungsort des alljährlich zum Independence Day stattfindenden Party Cove, eines primär auf Booten stattfindenden Festivals.

## Fischfauna
Der Stausee Lake of the Ozarks ist neben seiner Größe und seines hohen Freizeitwertes auch ein beliebtes Gewässer für Sportfischer.
Hauptsächlich beangelt werden Black Bass (Micropterus ssp.), diverse Welsarten wie Flachkopfwels (Pylodictis olivaris), Getüpfelter Gabelwels (Ictalurus punctatus) oder der Blaue Katzenwels (Ictalurus furcatus), Crappie (Pomoxis ssp.), White (Morone chrysops) und Hybrid Bass, Glasaugenbarsche sowie Bluegill (Lepomis macrochirus).
Außerdem gibt es Löffelstöre, Forellenbarsche, Streifenbarsche, Regenbogenforellen und viele andere Fischarten, die im Mittleren Westen der USA heimisch sind. Für einige Arten wie den Blauen Katzenwels gibt es mittlerweile Fangregularien.
Probleme gibt es auch mit eingeschleppten Spezies wie zum Beispiel den Silberkarpfen, der in diesem See kapitale Gewichte erreicht.
Im Lake of the Ozarks wurde immer wieder von Piranhafängen berichtet.
Die Fische wurden als Natterers Sägesalmler identifiziert. Dies erscheint ungewöhnlich, da Piranhas wegen ihrer Temperaturansprüche nur in den US-Bundesstaaten mit ganzjährig hohen Wassertemperaturen überleben können, wie Florida, Texas und Kalifornien. Ein Forscherteam versuchte vergeblich zu beweisen, dass es einer Piranhapopulation unter bestimmten Umständen auch im Winter möglich wäre, in der Nähe von Grundwasserquellen mit dort vorherrschender höherer Wassertemperatur zu überleben. Doch auch hier herrschen Temperaturen, welche die Aktivität von Piranhas so stark verringern würden, dass sie nach Ansicht von Fischereibiologen leichte Beute von Forellenbarschen wären.